# Murambi (Rulindo)
Murambi (Kinyarwanda Umurenge wa Murambi) ist einer von 17 Sektoren im Distrikt Rulindo in der Nordprovinz von Ruanda.

## Geographie
Murambi hat eine Fläche von 29,5 km² und liegt auf einer Höhe von etwa 1630 m. Der Sektor unterteilt sich in die vier Zellen Bubangu, Gatwa, Mugambazi und Mvuzo. Nachbarsektoren sind im Norden Cyinzuzi, im Osten Masoro, im Südosten Jabana, im Südwesten Jali und im Westen Ngoma.

## Bevölkerung
Nach der Volkszählung von 2022 betrug die Einwohnerzahl 27.283 Einwohner. Zehn Jahre zuvor waren es 17.892, was einem jährlichen Bevölkerungszuwachs von 4,3 Prozent zwischen 2012 und 2022 entspricht.

## Verkehr
Durch den Sektor verläuft eine Stand 2022 nicht asphaltierte District Road.